# Calle Pelayo (Oviedo)
La calle Pelayo es una vía pública de la ciudad española de Oviedo.

## Descripción

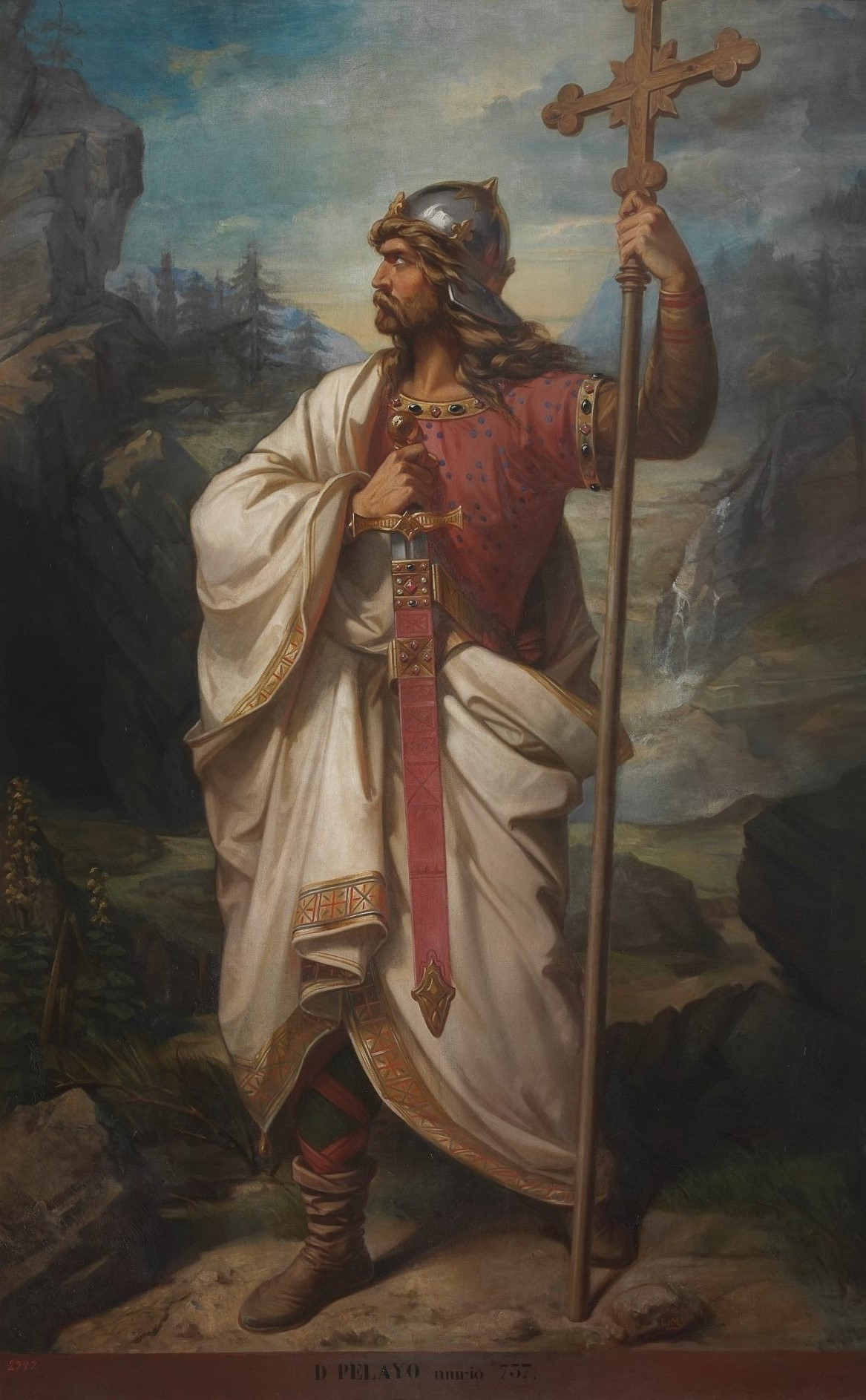
Don Pelayo da nombre a la calle desde 1869

La vía, que desde 1869 se conoce por el título actual —en honor a don Pelayo, considerado primer monarca del reino de Asturias—, fue antes «calle de la Magdalena del Campo». Discurre en la actualidad desde Argüelles hasta la confluencia de Milicias Nacionales con Posada Herrera, donde conecta con Palacio Valdés. Tiene cruce con la calle Alonso de Quintanilla y con el pasaje de Plácido Álvarez Buylla. Aparece descrita en El libro de Oviedo (1887) de Fermín Canella y Secades con las siguientes palabras:

Pelayo.—Antes Magdalena del Campo, teniendo este nombre por una capilla construída en el comienzo del bosque y campo de San Francisco, que ya debía existir á últimos del siglo XIII; pues, según documentos municipales, la familia Guión compró allí unas tierras á Miguel García y á Alvaro Pérez en 1286 que dos años después adquirió el concejo junto á Santa María del campo, extramuros. La capilla era bastante espaciosa con pórtico, naves, presbiterio, etc., y la entrada en dirección del O. en sitio próximo á donde está hoy la llamada Plazuela del 27 de Marzo. En una de las cuatro columnas que sostenían el pórtico había una inscripción del siglo XVII cuyo texto desconocemos. El Ayuntamiento era el patrono, constando por un acuerdo de 1706 la celebración de la misa anual costeada por el Concejo, que allí tenía periódicas reuniones. Fué derribada la capilla en 1830 y parte de los materiales se emplearon en los paredones del Bombé. En la calle de la Magdalena del Campo hubo también una fuente con escultura mitológica, constando por la piedra inscripcional que había sido hecha á costa de los fondos de la ciudad en 1780. Allí se construyó la cárcel de mujeres. Por acuerdo de 1869 se puso á esta calle el nombre del inmortal Pelayo.—Ent.: San Francisco.—Conc.: Dueñas.
(Canella y Secades, 1887, p. 117)